# Mollie O'Callaghan
Mollie O'Callaghan (født 2004) er en australsk svømmer.
I 2021 repræsenterede hun Australien ved sommer-OL 2020 i Tokyo og tog guldmedaljen på 4×100 m medley stafethold.  O'Callaghan vandt også en guldmedalje på 4×100 m freestyle stafethold.
Hun repræsenterede sit land under sommer-OL 2024 i Paris i 4×200 meter fri, hvor holdet vandt guld. O'Callaghan deltog også i 4×100 meter medleystafet, hvor holdet vandt sølvmedaljen. Hun deltog også i den blandede 4×100 meter medleystafet, hvor holdet vandt bronzemedaljen.